# Gyógyászat (folyóirat)

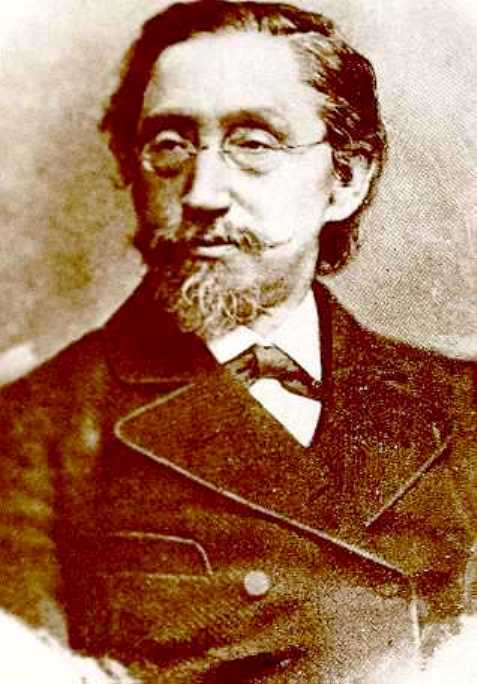
Poór Imre

A Gyógyászat című magyar orvosi szaklap 1861-től 1944-ig folyamatosan, hetenként egyszer jelent meg Pesten (1873-tól Budapesten).

## Története
- A lapot Poór Imre alapította, aki 1857 és 1859 között társszerkesztője volt az Orvosi Hetilapnak, amelyben tudományos munkáinak publikálásán túl bírálta a pesti egyetemen tevékenykedő egyes német szaktanárokat, akik a magyar kultúrát "durvának és keletinek" nevezték. Emiatt nézeteltérése támadt Markusovszky Lajossal, a lap szerkesztőjével. 1861-ben megalapította a Gyógyászat című folyóiratot, amely mintegy az ellenfóruma lett az Orvosi Hetilapnak. Bár magának az új szaklapnak a megalapítása személyes ellentétek után történt, a két lap versenye a magyar orvostudománynak a javára vált.
- A lap későbbi tulajdonosa Kovács József tanár, szerkesztője - kiadója Schächter Miksa, főmunkatársa Szénásy Sándor lettek.

## Ismertebb cikkírói
- Ferenczi Sándor
- Jakobi József
- Sauer Ignác
- Schmidt Béla
- Zsakó István